# Infinity Land
Infinity Land je třetí studiové album skotské rockové kapely Biffy Clyro, které bylo vydáno 4. října 2004 vydavatelstvím Beggars Banquet Records.

## Seznam skladeb
Texty napsal(i) Simon Neil, kromě skladeb, kde je poznamenáno.
| Pořadí | Název                                                                 | Délka |
| ------ | --------------------------------------------------------------------- | ----- |
| 1.     | Glitter and Trauma                                                    | 5:10  |
| 2.     | Strung to Your Ribcage                                                | 2:40  |
| 3.     | My Recovery Injection (Neil, James Johnston)                          | 4:14  |
| 4.     | Got Wrong                                                             | 2:58  |
| 5.     | The Atrocity                                                          | 3:10  |
| 6.     | Some Kind of Wizard                                                   | 3:51  |
| 7.     | Wave Upon Wave Upon Wave                                              | 5:47  |
| 8.     | Only One Word Comes to Mind                                           | 4:30  |
| 9.     | There's No Such Man as Crasp                                          | 1:25  |
| 10.    | There's No Such Thing as a Jaggy Snake                                | 4:50  |
| 11.    | The Kids from Kibble and the Fist of Light                            | 3:54  |
| 12.    | The Weapons Are Concealed                                             | 3:31  |
| 13.    | Pause It and Turn It Up                                               | 25:31 |
| 14.    | Tradition Feed (Skrytá skladba začínající ve 24:27 předchozí skladby) | 1:25  |

| B-Sides | B-Sides | B-Sides |
| Pořadí  | Název | Délka   |
| ------- | --- | ------- |
| 1.      | Bonanzoid Deathgrip | 4:20    |
| 2.      | Stars and Shites | 3:23    |
| 3.      | Go Your Own Way (Fleetwood Mac Cover)                                                                                      | 2:22    |
| 4.      | It's Always the Quiet Ones                                                                                                 | 2:58    |
| 5.      | Corfu | 6:29    |
| 6.      | Drown in a Natural Light                                                                                                   | 4:09    |
| 7.      | Gently | 3:53    |
| 8.      | Tradition Feed | 1:25    |
| 9.      | Diary of Always - Acoustic (Originální verze vydána v albu The Vertigo of Bliss)                                           | 3:14    |
| 10.     | Hero Management - SBN 2002 Radio Session (Exkluzivní u digitálního stažení - Originální verze vydána v albu Blackened Sky) | 4:48    |
| 11.     | There's No Such Thing As A Jaggy Snake (Peel Session)                                                                      |         |

## Historie vydání
Infinity Land bylo vydáno ve Spojeném království v roce 2004.
| Stát               | Datum          | Vydavatelství           | Formát | Katalog   |
| ------------------ | -------------- | ----------------------- | ------ | --------- |
| Spojené království | 4. října 2004  | Beggars Banquet Records | CD     | BBQCD238  |
| Spojené království | 4. října 2004  | Beggars Banquet Records | LP     | BBQ238    |
| Japonsko           | 18. ledna 2005 | King Records            | CD     | KICP-1045 |